# Fernand Valat
Fernand Valat est un homme politique français né le 19 juillet 1896 à Alès (Gard) et mort le 25 août 1944 à Saint-Sébastien-d'Aigrefeuille (Gard)

## Biographie
Fils d'un cordonnier devenu marchand de chaussures, instituteur très engagé dans les luttes syndicales, militant  au Parti socialiste (SFIO) dès 1906, il est un des fondateurs du Parti communiste (SFIC) en 1921. 
Élu en 1925 maire communiste d'Alès, il est réélu jusqu'en 1936 après chaque révocation de cette fonction à la suite de multiples sanctions judiciaires dues à son activité politique. Son mandat de conseiller général, pour le canton d'Alès-Est s'achève en 1935, pour les mêmes raisons. Demeuré « maire moral d'Alès », il est élu député du Gard en mai 1936. Le 17 octobre 1939, après le pacte germano-soviétique, il quitte le groupe communiste et rejoint l'Union populaire française. Le 10 juillet 1940, il vote les pleins pouvoirs au maréchal Pétain.
Membre du Parti ouvrier et paysan français en 1941, dont il est le trésorier, il est réticent à s'engager dans la Collaboration. Ayant pris contact avec la Résistance, il est arrêté par les Allemands en juillet 1944 et emprisonné à la prison des Petites-Beaumettes à Marseille. Il est libéré le 18 août 1944 par l’armée de De Lattre de Tassigny. Arrêté le 22 août 1944 par les Francs-tireurs et partisans, il est jugé à la hâte pour faits de collaboration et condamné à mort. Il est fusillé le 25 août 1944 malgré les protestations de certains résistants.

## Sources
- « Fernand Valat », dans le Dictionnaire des parlementaires français (1889-1940), sous la direction de Jean Jolly, PUF, 1960 [détail de l’édition]